# Панорамний фотоапарат

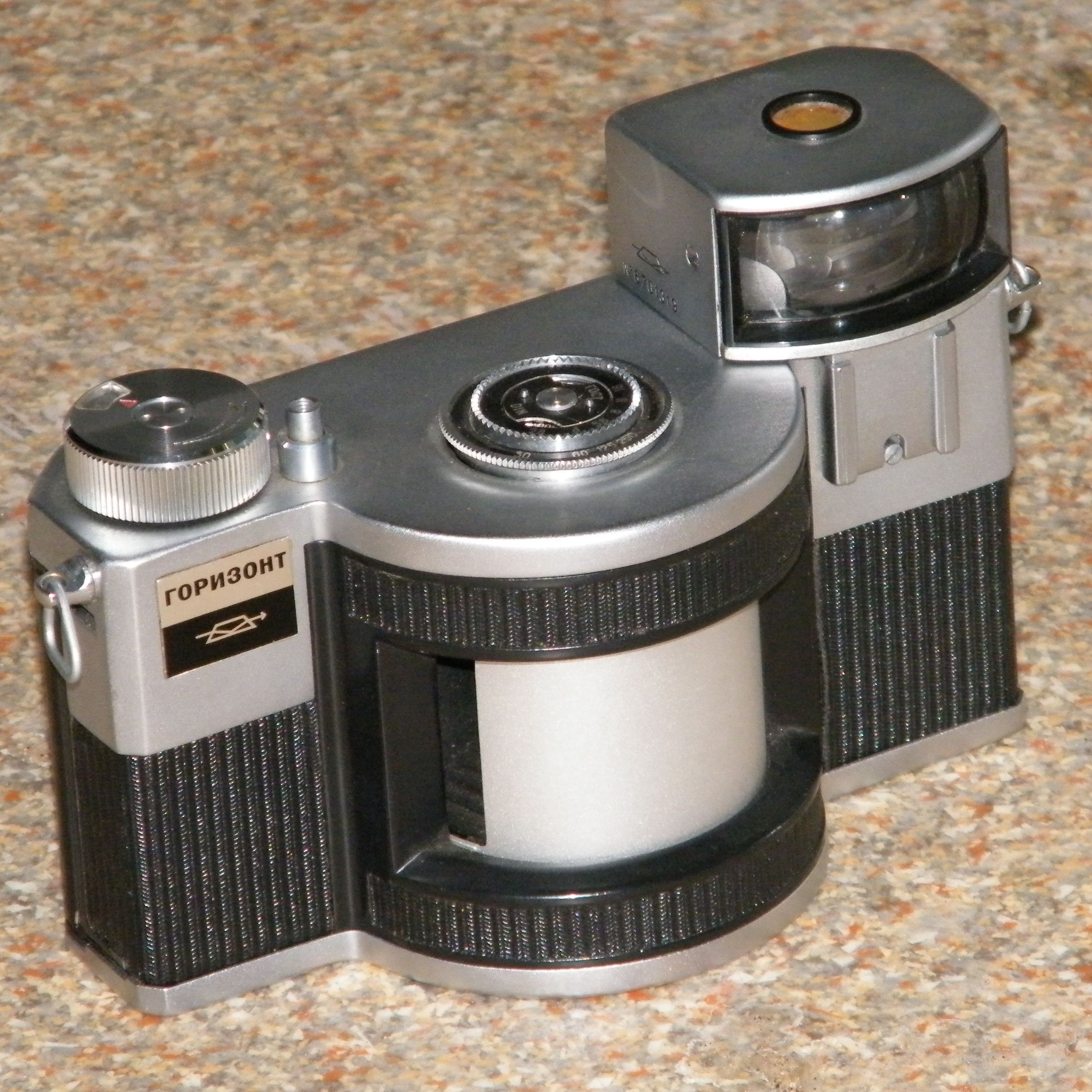
Панорамний фотоапарат «Горизонт»

Панорамний фотоапарат — фотоапарат для отримання панорамних знімків з кутом зображення, що охоплює значний сектор (від 100° до 360° за горизонталлю) і невеликий (30—35°) за вертикаллю.
Панорамні апарати поділяються на плоскоформатні, сканувальні апарати з поворотним об'єктивом і сканувальні апарати з обертовим корпусом.